# Solveig Emtö
Solveig Elvira Emtö, född 8 september 1927 i Jakobstad, död 17 april 2025, var en finländsk författare.
Emtö arbetade som affärsbiträde 1961–1977. Hon debuterade sent med självbiografiskt färgade romaner i arbetarmiljö (Krokushuset, 1976, Det gula slottet, 1978). Stark uppmärksamhet väckte Krigsbarn 13408 (1981), en berättelse om ett finländskt krigsbarns tillvaro i Sverige. Romanen Eldvagnarna (1988) närmar sig science fiction.